# باتريك كرولي
باتريك كرولي (بالإنجليزية: Patrick Crowley)‏ هو نقابي وسياسي أيرلندي، ولد في 14 أبريل 1906، وتوفي في 17 ديسمبر 1993.

## مناصب
- انتخب عضو مجلس الشيوخ من أيرلندا عن دائرة Labour Panel [الإنجليزية]‏ وقد انضم خلال فترته النيابية ‏ (22 يوليو 1954 – 28 مارس 1957)  للكتلة البرلمانية حزب العمال (جمهورية أيرلندا).
- انتخب عضو مجلس الشيوخ من أيرلندا عن دائرة Labour Panel [الإنجليزية]‏ وقد انضم خلال فترته النيابية ‏ (22 مايو 1957 – 1 سبتمبر 1961)  للكتلة البرلمانية حزب العمال (جمهورية أيرلندا).
- انتخب عضو مجلس الشيوخ من أيرلندا عن دائرة Labour Panel [الإنجليزية]‏ وقد انضم خلال فترته النيابية ‏ (14 ديسمبر 1961 – 28 أبريل 1965)  للكتلة البرلمانية حزب العمال (جمهورية أيرلندا).
- انتخب عضو مجلس الشيوخ من أيرلندا عن دائرة Labour Panel [الإنجليزية]‏ وقد انضم خلال فترته النيابية ‏ (23 يونيو 1965 – 24 يوليو 1969)  للكتلة البرلمانية حزب العمال (جمهورية أيرلندا).